# Taulovmotorvejen
Taulovmotorvejen er en 9 km lang motorvej mellem Motorvejskryds Kolding og Lillebæltsbroen. Den passerer gennem Taulov.
Vejen ligger i trekantsområdet og er en vigtig livsnerve mellem Esbjerg / Kolding og København/ Malmø.